# Soblahov
Soblahov (deutsch Soblahof, ungarisch Cobolyfalu – bis 1907 Szoblahó) ist eine Gemeinde im Nordwesten der Slowakei mit 2391 Einwohnern (Stand 31. Dezember 2024). Sie gehört zum Okres Trenčín, einem Kreis des übergeordneten Bezirks Trenčiansky kraj.

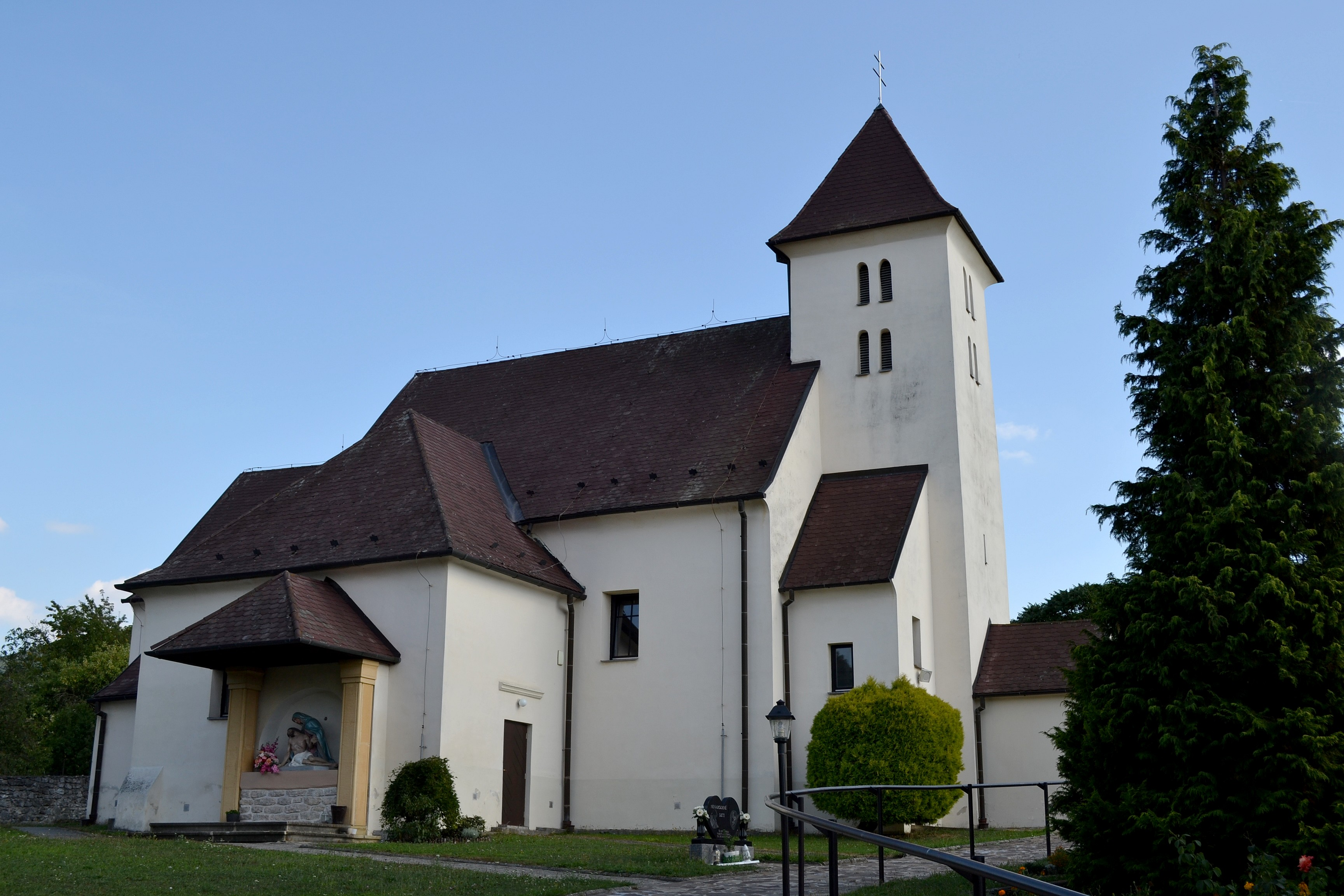

## Geographie
Die Gemeinde liegt in der Považské podolie (etwa: Waag-Tallandschaft) im engen Tal des Baches Dolinový potok. Östlich von Soblahov erhebt sich der Gebirgszug Strážovské vrchy. Der Ort ist sieben Kilometer von Trenčín entfernt.

## Geschichte
Soblahov wurde zum ersten Mal 1332 als Sabula schriftlich erwähnt und war der Burg Trentschin tributpflichtig. 1622 kamen die aus Mähren vertriebene Habaner in den Ort und gründeten hier einen Habaner Hof.

## Bevölkerung
| Jahr                | 1994 | 2004    | 2014     | 2024    |
| ------------------- | ---- | ------- | -------- | ------- |
| Anzahl der Personen | 1872 | 1957    | 2240     | 2391    |
| Unterschied         |      | +4,54 % | +14,46 % | +6,74 % |

| Jahr                | 2023 | 2024    |
| ------------------- | ---- | ------- |
| Anzahl der Personen | 2388 | 2391    |
| Unterschied         |      | +0,12 % |